# 荒野の一つ星
『荒野の一つ星』（こうやのひとつぼし、原題:Wanted）は、カルヴィン・Ｊ・バシェット監督によるマカロニ・ウェスタン。

## あらすじ
やり手の人物として名高いライアンが、グリーンフィールドの町の保安官に着任。早速辣腕振りを発揮し市長のゴールドの信用も得るが、当初保安官の地位を所望していたロイドは面白くなくライアンの追い落としを企む。実はゴールドは悪者で、ロイドと共に牛泥棒に精を出していた。ゴールドもライアンを追い出すことに賛成。マシューズという人物が殺され、ロイドの仕業だったが目撃者が偽証をしたことからライアンが獄に繋がれる。ライアンはロイドを恨むベイカーの協力で脱獄、ベイカーはロイドの手下に撃たれて亡くなるが、亡くなる直前プレスコットという名前とプアランドという地名を言い残す。プアランドへ赴いたライアンはベイカーの姪御や神父と知り合う。神父によれば牛泥棒の一味は牛に付けるマークの偽造を行なっており、手先の器用なプレスコットは自分が偽造のための道具を開発したと白状する。ライアンは偽造の現場に乗り込み、関係者を倒して道具を押収。裁判が開けると思われたが、帰途ロイドに捕らえられ道具も奪い返されてしまう。ライアンの首には懸賞金が懸けられており、保安官の地位に就いたロイドは意気揚々と帰還。しかし先の殺人事件に関して偽証をした目撃者は、この時ある人物の圧力により本当のことを喋り始めており、自分が被告になっているのを知ったロイドは逃走。ゴールドに救済を求めるがゴールドは拒否。ライアンはゴールドの牧場に乗り込み、ロイドと格闘。ロイドはついにライアンに倒される。証拠を消そうとしたゴールドの行為も阻まれ、事件は落着した。

## キャスト
| 役名                   | 俳優                     | 日本語吹き替え | 日本語吹き替え | 日本語吹き替え |
| 役名                   | 俳優                     | フジテレビ版   | 東京12ch版     | TBS版          |
| ---------------------- | ------------------------ | -------------- | -------------- | -------------- |
| ゲイリー・ライアン     | ジュリアーノ・ジェンマ   | 野沢那智       | 野沢那智       | 野沢那智       |
| エブリン・ベイカー     | テレサ・ジンベラ         | 二階堂有希子   | 向殿あさみ     |                |
| ゴールド市長           | ダニエレ・ヴァルガス     | 大木民夫       | 西田昭市       | 村松康雄       |
| フランク・ロイド       | セルジュ・マルカン       | 小林清志       | 渡部猛         | 田中康郎       |
| マーティン・ヘイウッド | ジェルマン・コボス       | 中田浩二       | 仲木隆司       | 蟹江栄司       |
| シェリル               | ジア・サンドリ           |                | 芝田清子       |                |
| アンダーソン判事       | カルロ・ヒンターマン     |                | 緑川稔         |                |
| エリス                 | トゥッリオ・アルタムーラ |                | 清川元夢       |                |
| マティアス             | リカルド・ピッツィ       |                | 広瀬正志       |                |

- フジテレビ版：初回放送1973年10月19日『ゴールデン洋画劇場』
- 東京12ch版：初回放送1981年7月30日『木曜洋画劇場』
- TBS版：初回放送1977年、ザック・プロモーション制作[1]

## スタッフ

### 日本語版
TBS版/東京12ch版
- 演出 : ?

- 製作 : ザックプ・ロモーション